# Isham (Northamptonshire)
Isham ist ein Dorf und Civil parish in Northamptonshire, England. Der Ort liegt an der A509, fünf Kilometer südlich von Kettering und etwa anderthalb Kilometer westlich von Burton Latimer. Der River Ise befindet sich östlich des Dorfes. Administrativ gehört Isham zum Borough of Wellingborough. Zum Zeitpunkt der Volkszählung 2001 wohnten 743 Personen in Isham, davon 373 Männer und 370 Frauen.
HMS Isham, ein Minensuchboot der Ham-Klasse, wurde nach dem Ort benannt.

## Einrichtungen
In Isham gibt es einen Laden und mehrere Kirchen, eine von der Church of England getragene Primary School und zwei Pubs (Monk & Minstrel und Lilacs Inn). 
Der Isham Cricket Club spielt in der Division 1 der Northamptonshire County League und hat sein Spielfeld am Rande der Ortschaft zwischen Isham und Orlingbury. Im Ort gibt es auch eine Einrichtung, die sich um verletzte Wildvögel kümmert, Safewings.

## Belege
1. ↑  Parishes: Hardwick, Little Irchester and Isham. The Borough Council of Wellingborough, archiviert vom Original am 3. September 2012; abgerufen am 17. Juli 2012 (englisch).  Info: Der Archivlink wurde automatisch eingesetzt und noch nicht geprüft. Bitte prüfe Original- und Archivlink gemäß Anleitung und entferne dann diesen Hinweis.
2. ↑  Isham CP: Parish headcounts. Office for National Statistics, archiviert vom Original am 1. September 2012; abgerufen am 17. Juli 2012 (englisch).  Info: Der Archivlink wurde automatisch eingesetzt und noch nicht geprüft. Bitte prüfe Original- und Archivlink gemäß Anleitung und entferne dann diesen Hinweis.
3. ↑  A Topographical Dictionary of England. 1848, S. 623–628, abgerufen am 17. Juli 2012 (englisch).
4. ↑  Safewings website